# Eleonora de Cisneros
Eleonora de Cisneros, de nom de naixement Eleonora Broadfoot (Nova York, 1 de novembre de 1878 - 3 de febrer de 1934) fou una mezzosoprano estatunidenca.
Començà la seva brillant actuació teatral en el teatre Reggio, de Torí, el 1902. Dotada d'una bella veu de mezzosoprano i d'una figura arrogant, va destacar en la interpretació de rols de caràcter modern heroic (Brunilda, Ortrud, Venus, Dalila, Herodias, Clytemnestra, etc.,). Richard Strauss li confià el rol de protagonista de la seva òpera Elektra en estrenar-se en La Scala de Milà el 1903. Després d'actuar amb ininterromputs èxits en els principals teatres d'Europa i Amèrica (formà part de la companyia del Manahattan Opera House, de Nova York, durant tres temporades seguides).
L'any 1913, en novembre, va actuar al Gran Teatre del Liceu en l'òpera Tristan und Isolde de Richard Wagner.
Es retirà de l'escena el 1916.